# Piper kotanum
Piper kotanum är en pepparväxtart som beskrevs av C. Dc.. Piper kotanum ingår i släktet Piper och familjen pepparväxter. Inga underarter finns listade i Catalogue of Life.